# Mihnea Costoiu
Mihnea Cosmin Costoiu (n. 2 martie 1972, Târgu Jiu, România) este un manager din domeniul educației și politician român care ocupă funcția de rector al Universității Politehnica din București. A candidat in 2012 la alegerile parlamentare și a acces in Senat în 2014 ca urmare a demisiei lui Toni Greblă, fiind reales în 2016 în circumscripția electorală nr. 20 Gorj, din partea Partidului Social Democrat.  În 2012 - respectiv 2016 - a fost ales rector al Universității Politehnica din București. În perioada 2012-2014 a ocupat poziția de Ministru Delegat pentru Învățământ Superior, Cercetare Științifică și Dezvoltare Tehnologică.
Se remarcă prin faptul că este printre puținii rectori ai universităților românești care nu are studii universitare de doctorat, nu are carieră universitară și nici cercetare științifică (alături de rectorul Academiei de Poliție „Alexandru Ioan Cuza”, general de brigadă Liviu Uzlău, desemnat rector fără background academic și fără a fi fost analizate criteriile de competență universitară ). 

## Studii și carieră
Mihnea Costoiu este absolvent al Universității Politehnica din București, specializarea inginerie economică. În perioada 2002-2003 a urmat cursurile Colegiului Național de Apărare, iar în anul 2011 a absolvit cursurile de managementul organizațiilor din cadrul Academiei de Studii Economice din București.
În perioada 1997-2000 a activat ca profesor asociat la Academia de Studii Economice din București și la Școala Națională de Studii Politice și Administrative din București. Începând cu anul 2005 susține cursuri și seminarii de management al resurselor umane, management organizational și management al proiectelor internaționale în cadrul Universității Politehnica din București.
În perioada 2005–2012 a preluat conducerea Universității Politehnica din București în funcția de director general. În anul 2012, respectiv 2016, a fost ales rector al universității. El nu este însă profesor universitar în cadrul universității, întrucât nu are doctorat, ci doar cadru didactic asociat, care predă un curs de ingineria proiectelor industriale la un program de master al Facultății de Antreprenoriat, Ingineria și Managementul Afacerilor.
Din anul 2004 a fost desemnat manager de proiect în cadrul Unității de Management al Proiectelor pentru Reabilitarea Infrastructurii Școlare, proiect implementat de către Ministerul Educației și Cercetării și co-finanțat de World Bank. În anul 2009, a preluat portofoliul de Secretar de Stat în cadrul Ministerului Educației, Cercetării și Inovării. 
Între 2012 și 2014 a ocupat poziția de Ministru Delegat pentru Învățământ Superior, Cercetare Științifică și Dezvoltare Tehnologică din cadrul Ministerului Educației Naționale. 
În anul 2012 este ales senator în Parlamentul României, iar în anul 2016 este reales senator și membru în Comisia pentru învățământ, știință, tineret și sport, respectiv membru al Comisiei pentru afaceri externe din cadrul Senatului. La finalul mandatului, în anul 2015, și-a reluat activitatea ca rector al Universității Politehnica din București.
În ianuarie 2015, în semn de apreciere a realizărilor obținute în perioada mandatului de ministru delegat, i-a fost conferit titlul de consilier onorific al premierului în domeniul proiectelor de cercetare finanțate de către Uniunea Europeană, poziție pe care a ocupat-o până în octombrie 2015.
Mihnea Costoiu a acumulat mai mult de 12 ani de experiență în domeniul cooperării europene și internaționale, educației și în managementul de proiect. În această perioadă, și-a adus contribuția la managementul și implementarea a 26 de proiecte de cercetare și de dezvoltare a resurselor umane, obținute prin competiție națională sau internațională .

## Controverse
La data de 10 octombrie 2017, DNA a pus în mișcare acțiunea penală față de Mihnea Cosmin Costoiu sub acuzația de abuz în serviciu, la momentul faptelor el deținând funcția de secretar de stat la Ministerul Educației Naționale. În acest dosar a fost anchetat și omul de afaceri Dinu Pescariu, acesta din urmă a scăpat de acuzații ca urmare a clasării.
Pe 27 martie 2018 Mihnea Costoiu a fost trimis în judecată de DNA. Acesta a fost suspectat că ar fi semnat prelungirea unui contract de locațiune prin încălcarea legii, rezultând păgubirea statului român cu peste 90 milioane euro.
Pe 3 aprilie 2023 Înalta Curte de Casație și Justiție a hotărât definitiv încetarea procesului penal față de Mihnea Costoiu ca urmare a intervenirii prescripției răspunderii penale. Încetarea vine după ce Mihnea Costoiu fusese condamnat în primă instanță pe 31 martie 2022 la 3 ani de închisoare cu suspendare. Semnificația juridică a soluției de încetare a procesului penal este aceea de vinovăție penală a lui Mihnea Costoiu. Practic, instanța de apel a fost nevoită să constate intervenția prescripției generale a răspunderii penale (similară unui act de clemență al statului față de infractor), motiv pentru care condamnarea primei instanțe a fost desființată. Relevant pentru reținerea vinovăției penale este că instanța de apel a menținut dispoziția primei instanțe de confiscare specială de la Mihnea Costoiu a sumei de 267.577 euro., justiția stabilind că faptele pentru care a fost trimis în judecată există, au fost săvârșite cu vinovăție, poate fi tras la răspundere civilă delictuală, dar acțiunea penală s-a stins ca urmare a intervenției prescripției răspunderii penale.
Mihnea Costoiu, rectorul Politehnicii din București și unul dintre cele mai influente personaje din învățământul universitar, a f Decizia nu e definitivă, rectorul Costoiu poate face apel. Ecaterina Andronescu contestă acuzațiile pe care Mihnea Costoiu le-a făcut în fața instanței care l-a condamnat la 3 ani cu suspendare în dosarul Baza Cutezătorii.